# Lavoir de Regnéville-sur-Mer
L'ancien lavoir de Regnéville-sur-Mer est un bassin situé à Regnéville-sur-Mer, en France.

## Localisation
Le lavoir est situé dans le département français de la Manche, sur le territoire de la commune de Regnéville-sur-Mer, entre le château et le rivage de la Manche.

## Protection
L'édifice est inscrit au titre des monuments historiques par arrêté du 1er décembre 1989.